# Tokuro Fujiwara
Pour les articles homonymes, voir Fujiwara (homonyme).
Tokuro Fujiwara (藤原 得郎 Fujiwara Tokurō), parfois crédité sous le nom de Professor F ou d'Arthur, est un concepteur de jeux vidéo principalement connu pour la création de Ghosts'n Goblins et la production de la série Mega Man.

## Chronologie professionnelle
- 1982 : rejoint Konami
- 1983 : quitte Konami et rejoint Capcom
- 1996 : quitte Capcom et crée Whoopee Camp
- 1998 : crée Deep Space
- 2005 : réintègre Capcom
- 2008 : collabore avec Platinum Games

## Ludographie
- 1982 : Pooyan, chef de projet
- 1983 : Roc 'N Rope, chef de projet
- 1984 : Vulgus, chef de projet
- 1984 : Pirate Ship Higemaru, chef de projet
- 1985 : Ghosts'n Goblins, chef de projet
- 1985 : Commando, chef de projet
- 1986 : The Speed Rumbler, chef de projet
- 1987 : Bionic Commando, chef de projet
- 1988 : Ghouls'n Ghosts, chef de projet
- 1988 : Mega Man 2, producteur
- 1989 : Strider, consultant
- 1989 : Marusa no Onna, chef de projet
- 1989 : Willow, producteur
- 1989 : Disney's DuckTales, producteur
- 1990 : Destiny of an Emperor, producteur
- 1990 : Mega Man 3, producteur
- 1990 : Gargoyle's Quest, producteur
- 1990 : Disney's Chip'n Dale: Rescue Rangers, producteur
- 1990 : Street Fighter 2010: The Final Fight, producteur
- 1990 : Little Nemo: The Dream Master, producteur délégué
- 1990 : Adventures in the Magic Kingdom, producteur
- 1991 : Super Ghouls'n Ghosts, producteur
- 1991 : Mega Man 4, producteur
- 1991 : Destiny of an Emperor II, chef de projet
- 1991 : Disney's The Little Mermaid, producteur
- 1991 : Mega Man: Dr. Wily's Revenge, producteur
- 1991 : Mega Man II, producteur
- 1992 : Disney's Darkwing Duck, producteur
- 1992 : Disney's TaleSpin, producteur
- 1992 : Gargoyle's Quest II, producteur
- 1992 : Capcom's Gold Medal Challenge '92, producteur
- 1992 : The Magical Quest starring Mickey Mouse, producteur
- 1992 : Mega Man 5, producteur
- 1992 : Mega Man III, producteur
- 1993 : Breath of Fire, producteur
- 1993 : Disney's DuckTales 2, producteur
- 1993 : Final Fight 2, producteur
- 1993 : Mighty Final Fight, producteur
- 1993 : Mega Man 6, producteur
- 1993 : Aladdin, producteur
- 1993 : Disney's Chip'n Dale: Rescue Rangers 2, producteur
- 1993 : Mega Man X, producteur
- 1993 : Mega Man IV, producteur
- 1993 : Goof Troop, producteur
- 1994 : Mega Man Soccer, producteur
- 1994 : Demon's Crest, producteur
- 1994 : The Great Circus Mystery starring Mickey and Minnie Mouse, producteur
- 1994 : Breath of Fire II, producteur
- 1994 : Mega Man V, producteur
- 1994 : Mega Man X2, producteur
- 1994 : Bonkers, producteur
- 1995 : X-Men: Mutant Apocalypse, producteur
- 1995 : Mega Man 7, producteur
- 1995 : Mega Man X3, producteur
- 1995 : Final Fight 3, producteur
- 1995 : Hanako Sangakita!! Gakkou no Kowai Uwasa, producteur
- 1996 : Resident Evil, producteur général
- 1997 : Tombi!, producteur délégué, chef de projet, directeur artistique
- 1999 : Tombi! 2, producteur en chef, game designer
- 2001 : Extermination, producteur délégué
- 2003 : Hungry Ghosts, producteur délégué, chef de projet
- 2006 : Ultimate Ghosts'n Goblins, chef de projet
- 2008 : Bionic Commando Rearmed, consultant
- 2009 : MadWorld, game designer
- 2021 : Ghosts 'n Goblins Resurrection, game designer